# Dubica (obwód brzeski)
Dubica (biał. Дубіца, ros. Дубица) – wieś na Białorusi, w obwodzie brzeskim, w rejonie brzeskim, w sielsowiecie Domaczewo.
W pobliżu znajduje się stacja kolejowa Dubica, położona na linii Brześć - Włodawa.

## Geografia
Miejscowość położona ok. 5 km na wschód od Bugu i granicy z Polską, naprzeciwko polskich miejscowości Nowosiółki i Terebiski. Dubica znajduje się na północ od Leplówki i na południe od osady wiejskiej (przysiółka) Dubica oraz położonych w sielsowiecie Znamienka miejscowości turystyczno-uzdrowiskowych: Biełoje Oziero, Bieriest´je, Lesnoj.

## Historia
W XIX w. Dubica znajdowała się w gminie Domaczewo w powiecie brzeskim guberni grodzieńskiej.
W okresie międzywojennym miejscowość należała do gminy Domaczewo w powiecie brzeskim województwa poleskiego. Według spisu powszechnego z 1921 r. była to wieś licząca 53 domy. Mieszkało tu 265 osób: 127 mężczyzn, 138 kobiet. W większości mieszkańcy byli prawosławni (238), jednak 19 było rzymskimi katolikami, a 8 – żydami. 234 deklarowało narodowość białoruską, 22 – polską, 8 – żydowska, 1 – rusińską.
Po II wojnie światowej Dubica znalazła się w granicach ZSRR i od 1991 r. – w niepodległej Białorusi.